# Hisao Kuramata
Hisao Kuramata (jap. 倉又 寿雄 Kuramata Hisao; ur. 1 grudnia 1958) – japoński piłkarz występujący na pozycji obrońcy.

## Kariera piłkarska
Od 1981 do 1992 roku występował w klubie NKK.

## Kariera trenerska
Po zakończeniu piłkarskiej kariery pracował jako trener w F.C. Tokyo.